# 趙謙 (明朝)
赵谦（1584年—？），字六享，山西太原府忻州人，明朝政治人物。

## 生平
萬曆三十四年（1606年）丙午科山西乡试举人，萬曆三十五年（1607年）聯捷丁未科进士，刑部观政，三十六年二月授河南长葛知县，调汝阳知县，壬四十年升户部主事，四十三年天津管仓，四十四年升员外，养病。天启二年起兵部武选司员外郎，本年升郎中，升河南右参议，徐淮兵备，四年起井隆道，五年考察。

## 家族
曾祖赵熙先，选贡生。祖父赵士奇，听选官。父赵嘉绩，壽官。母寇氏。具庆下。